# Bomet
Bomet es una localidad de Kenia, con estatus de municipio, capital del condado del mismo nombre.
Tiene 110 963 habitantes según el censo de 2009.

## Demografía
Los 110 963 habitantes del municipio se reparten así en el censo de 2009:
- Población urbana: 7035 habitantes (3635 hombres y 3400 mujeres)
- Población periurbana: 76 694 habitantes (38 022 hombres y 38 672 mujeres)
- Población rural: 27 234 habitantes (13 433 hombres y 13 801 mujeres)

## Transportes
La principal carretera de Bomet es la B3, que une Limuru con Kisii. Al oeste, la B3 lleva al sur del condado de Kericho y al sur del condado de Nyamira. Al este, lleva a Narok y Mai Mahiu. Al norte de Bomet sale la C24, que lleva a Litein. Unos cinco kilómetros al sur de Bomet sale de la B3 la C14, que lleva a las áreas rurales del oeste del condado de Narok.

## Servicios públicos
El principal hospital del municipio es el Tenwek Hospital, hospital de referencia del condado con trescientas camas.